# Domokos

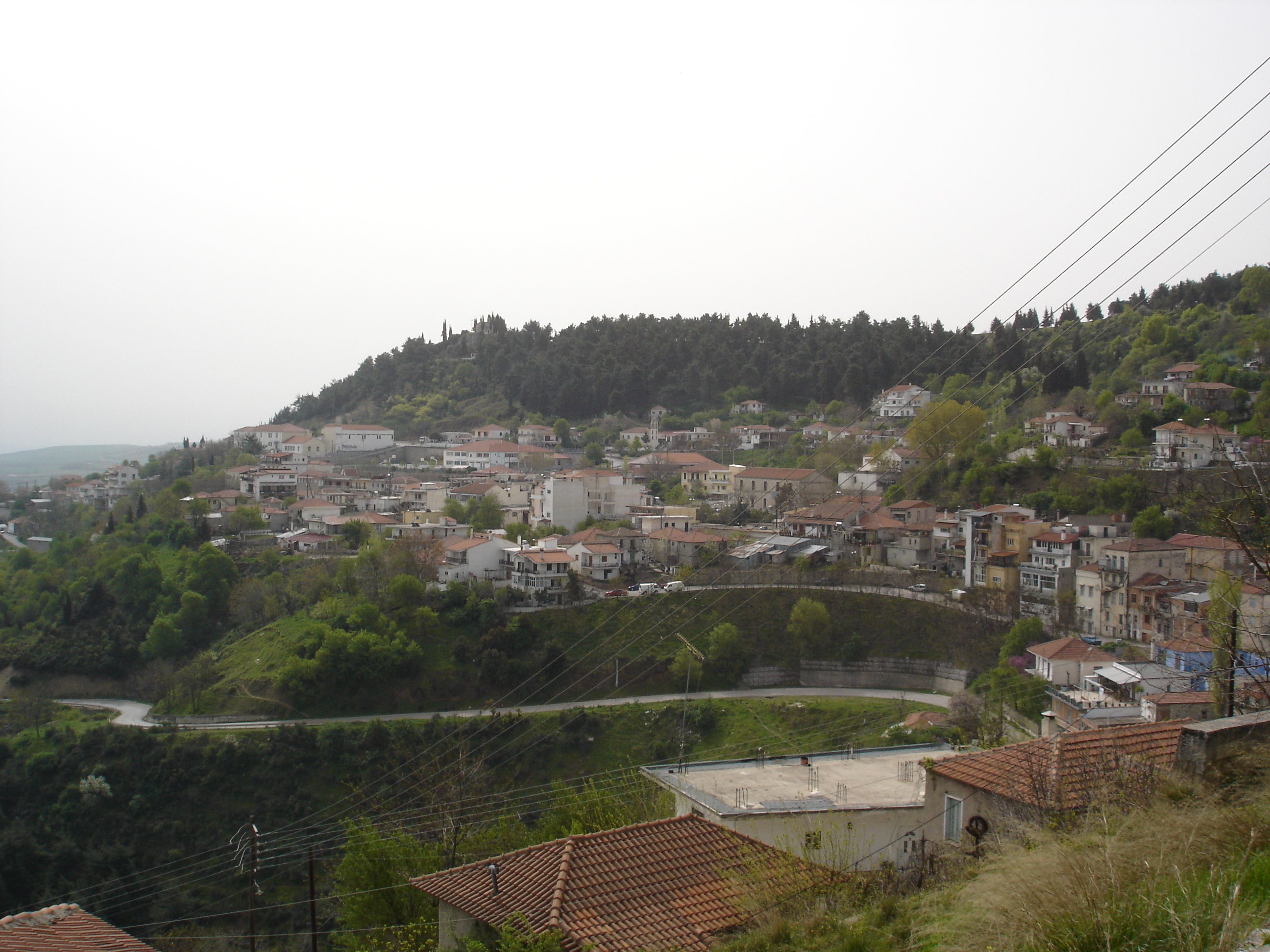
Domokos

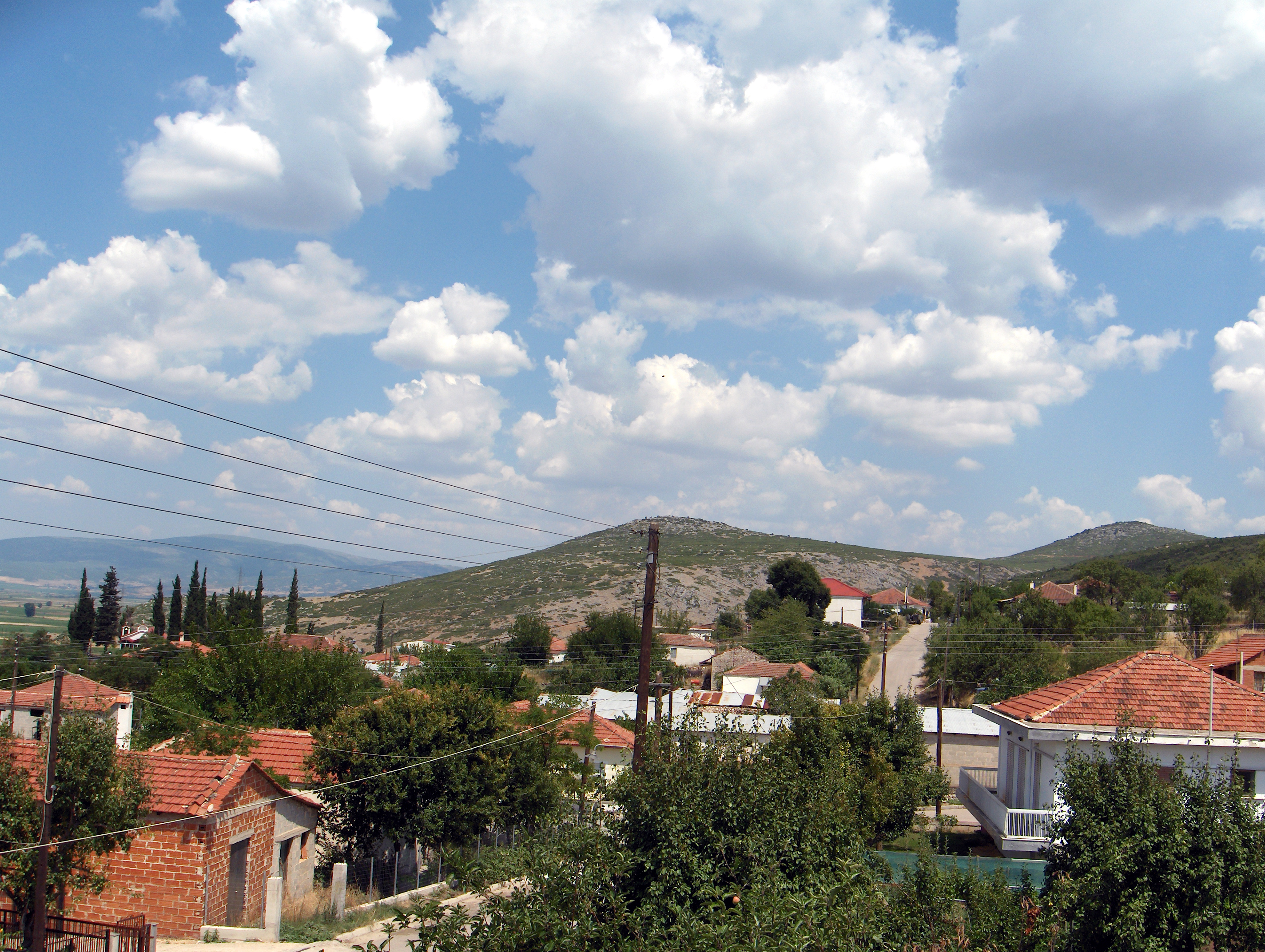
Ekkara

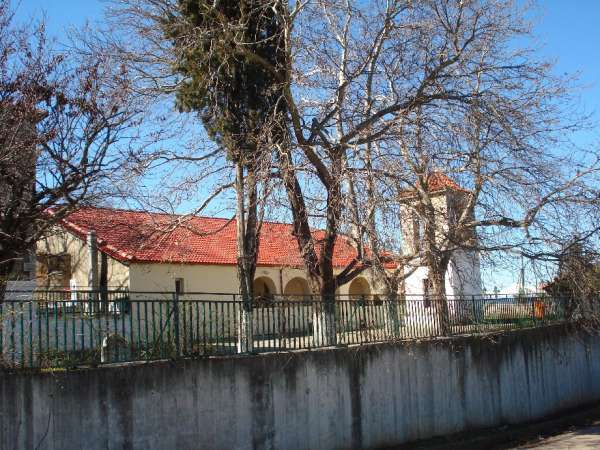
Agios Athanasios in Palamas

Domokos (griechisch Δομοκός [ðɔmɔˈkɔs] (m. sg.)) ist eine Gemeinde im Norden der Region Mittelgriechenland.

## Geografie

### Geografische Lage
Der Norden des Gebiets von Domokos um Neo Monastiraki liegt am äußersten Südrand der Thessalischen Ebene auf etwa 120 Metern Seehöhe. Hier grenzt die thessalische Gemeinde Sofades an das Gemeindegebiet. Südlich und östlich der Ebene durchzieht die Gemeinde bogenförmig ein Band aus Hügelland und Mittelgebirge. Im Westen liegen um den Xerovouni Omvriaki und Domokos, im Nordosten steigt das Gelände oberhalb Petrotos zum Gipfel des Narthaki an der Grenze zu Farsala auf 1011 m Höhe auf. Südlich dieser Berge bilden der Oberlauf des Flusses Enipeas und seine Zuflüsse eine kleine Hochebene, an der die südlichen Dörfer der Gemeinde liegen. Diese Ebene wird südlich von den mittelgebirgigen südöstlichen Ausläufern des Pindos vom übrigen Fthiotida und dem Tal des Sperchios getrennt. Dies sind südlich von Agios Stefanos der Mega Isoma (887 m), im Südosten die westlichen Ausläufer der Othrys. Im Süden grenzen (von West nach Ost) die Gemeinden Makrakomi, Lamia und Stylida an Domokos, östlich schließt sich die Gemeinde Almyros an.

### Siedlungsgeografie
Größere Siedlungen im Gemeindegebiet sind Domokos (1.531 Einwohner), Omvriaki (1.210 Einwohner) und Neo Monastiri (1.159 Einwohner).

### Gliederung
Die bis 1997 bestehenden 32 Gemeinden haben seit 2011 den Status von Ortsgemeinschaften (topiki kinotita) und wählen je nach Einwohnerzahl einen Rat oder einen einzelnen Vertreter als Lokalvertretung. Die Einwohnerzahlen stammen aus dem Ergebnis der Volkszählung 2011.
- Gemeindebezirk Domokos – Δημοτική Ενότητα Δομοκού – 4.633
  - Ortsgemeinschaft Achladia – Τοπική Κοινότητα Αχλαδέας – Αχλαδιά – 52
  - Ortsgemeinschaft Domokos – Τοπική Κοινότητα Δομοκού – Δομοκός – 1.531
  - Ortsgemeinschaft Filiadona – Τοπική Κοινότητα Φυλιαδώνος – Φιλιαδώνα – 432
  - Ortsgemeinschaft Gerakli – Τοπική Κοινότητα Γερακλίου – Γερακλί – 24
  - Ortsgemeinschaft Karyes – Τοπική Κοινότητα Καρυών – Καρυές – 123
  - Ortsgemeinschaft Lefka – Τοπική Κοινότητα Λεύκας – Λεύκα – 147
  - Ortsgemeinschaft Makrolivado – Τοπική Κοινότητα Μακρολιβάδου – Μακρολίβαδο – 202
  - Ortsgemeinschaft Mandasia – Τοπική Κοινότητα Μαντασιάς – Μαντασιά – 338
  - Ortsgemeinschaft Melitea – Τοπική Κοινότητα Μελιταίας – Μελιταία – 216
  - Ortsgemeinschaft Nea Makrisi – Τοπική Κοινότητα Νέας Μακρίσης – Νέα Μάκριση – 152
  - Ortsgemeinschaft Neochori – Τοπική Κοινότητα Νεοχωρίου – Νεοχώρι – 191
  - Ortsgemeinschaft Palamas – Τοπική Κοινότητα Παλαμά – 303
    - Neos Palamas – Νέος Παλαμάς – 189
    - Palamas – Παλαμάς – 114

  - Ortsgemeinschaft Petroto – Τοπική Κοινότητα Πετρωτού – Πετρωτό – 386
  - Ortsgemeinschaft Polydendri – Τοπική Κοινότητα Πολυδενδρίου – Πολυδένδρι – 128
  - Ortsgemeinschaft Pournari – Τοπική Κοινότητα Πουρναρίου – 280
    - Pournari – Πουρνάρι – 280
    - Bahnhof Domokos – Σταθμός Δομοκού – unbewohnt

  - Ortsgemeinschaft Vouzi – Τοπική Κοινότητα Βουζίου – Βούζι – 128

- Gemeindebezirk Thessaliotida – Δημοτική Ενότητα Θεσσαλιώτιδος – Θεσσαλιώτιδα – 3.313
  - Ortsgemeinschaft Agrapidia – Τοπική Κοινότητα Αγραπιδιάς – Αγραπιδιά – 162
  - Ortsgemeinschaft Ekkara – Τοπική Κοινότητα Εκκάρας – 691
    - Ano Agoriani – Άνω Αγόριανη – 115
    - Ekkara – Εκκάρα – 576

  - Ortsgemeinschaft Gavrakia – Τοπική Κοινότητα Γαβρακίων – Γαβράκια – 216
  - Ortsgemeinschaft Neo Monastiri – Τοπική Κοινότητα Νέου Μοναστηρίου – Νέο Μοναστήρι – 1.159
  - Ortsgemeinschaft Sofiada – Τοπική Κοινότητα Σοφιάδας – 315
    - Petrilia – Πετρίλια – 80
    - Sofiada – Σοφιάδα – 235

  - Ortsgemeinschaft Thavmako – Τοπική Κοινότητα Θαυμακού – Θαυμακό – 257
  - Ortsgemeinschaft Vardali – Τοπική Κοινότητα Βαρδαλής – Βαρδαλή – 285
  - Ortsgemeinschaft Velesiotes – Τοπική Κοινότητα Βελεσιωτών – Βελεσιώτες – 228

- Gemeindebezirk Xyniada – Δημοτική Ενότητα Ξυνιάδος – 3.549
  - Ortsgemeinschaft Agios Georgios Domokou – Τοπική Κοινότητα Αγίου Γεωργίου Δομοκού – Άγιος Γεώργιος – 353
  - Ortsgemeinschaft Agios Stefanos – Τοπική Κοινότητα Αγίου Στεφάνου – Άγιος Στέφανος – 312
  - Ortsgemeinschaft Koromilia – Τοπική Κοινότητα Κορομηλέας – Κορομηλιά – 232
  - Ortsgemeinschaft Makryrrachi – Τοπική Κοινότητα Μακρυρράχης – 352
    - Loutra Kaitsis – Λουτρά Καΐτσης – unbewohnt
    - Makryrrachi – Μακρυρράχη – 352

  - Ortsgemeinschaft Omvriaki – Τοπική Κοινότητα Ομβριακής – 1.248
    - Metallio – Μεταλλείο – 38
    - Omvriaki – Ομβριακή – 1.210

  - Ortsgemeinschaft Panagia – Τοπική Κοινότητα Παναγίας – Παναγία – 158
  - Ortsgemeinschaft Perivoli – Τοπική Κοινότητα Περιβολίου Δομοκού – Περιβόλι – 435
  - Ortsgemeinschaft Xyniada – Τοπική Κοινότητα Ξυνιάδος – Ξυνιάδα – 459

## Geschichte
Das Gebiet Domokos’ wurde wie die Landschaft Phthiotis in der Antike zu Thessalien gerechnet und kam durch den Berliner Vertrag 1881 vom Osmanischen Reich zu Griechenland. Zwei Jahre später gruppierte man die Dörfer des heutigen Gemeindegebiets zunächst in drei Gemeinden, die man nach antiken Toponymen der Gegend, den Städten Melitaia (Μελιταία), Thaumakoi (Θαυμακοί) und nach dem See Xynias (Ξυνίας, bei einer Stadt namens Xynia) benannte. 1891 wurde aus diesen drei Gemeinden die Provinz Domokos gebildet, die bis 1997 bestand, aber im Lauf der Zeit verschiedenen Präfekturen zugeordnet war. 1912 teilte man diese drei Gemeinden in zahlreiche kleine Landgemeinden auf, wobei man anschließend einzelne Dörfer mit den antiken Städtenamen versah. 1974 wurde die Landgemeinde Makryrrachi aus der Provinz Karditsa aus- und in die Provinz Domokos eingegliedert. 1997 fasste man die Landgemeinden zu drei Stadtgemeinden neuen Zuschnitts zusammen, die die Namen Domokos, Xyniada und Thessaliotida erhielten (letztere nach der antiken Landschaft Thessaliotis Θεσσαλιῶτις, die allerdings im Westen Thessaliens verortet wird). Diese Gemeinden wurden mit der Verwaltungsreform 2010 zur heutigen Gemeinde Domokos fusioniert. Das Gemeindegebiet ist deckungsgleich mit der bis 1997 bestehenden Provinz Domokos.
Wie in ganz Griechenland wurden auch in Domokos im Lauf des 20. Jahrhunderts einige Dörfer umbenannt:
| Heutiger Name  | griechisch     | Alter Name             | griechisch             | bis       |
| -------------- | -------------- | ---------------------- | ---------------------- | --------- |
| Achladia       | Αχλαδιά        | Karatzioli             | Καρατζιόλι             | 1928      |
| Agios Stefanos | Άγιος Στέφανος | Ozeros                 | Οζερός                 | 1928      |
| Agrapidia      | Αγραπιδιά      | Giakaromba             | Γιακαρόμπα             | 1928      |
| Gavrakia       | Γαβράκια       | Masli                  | Μασλή                  | 1928      |
| Ekkara         | Εκκάρα         | Kato Agoriani          | Κάτω Αγόριανη          | 1930      |
| Filiadona      | Φιλιαδώνα      | Chiliadou              | Χιλιαδού               | 1915      |
| Makrolivado    | Μακρολίβαδο    | Dramala                | Δραμάλα                | 1928      |
| Makryrrachi    | Μακρυρράχη     | Kaitsa                 | Καΐτσα                 | 1928      |
| Melitea        | Μελιταία       | Avaritsa               | Αβαρίτσα               | 1928      |
| Karyes         | Καρυές         | Alifakar               | Αληφακάρ               | 1928      |
| Lefka          | Λεύκα          | Lefke                  | Λεύκαι                 | 1940      |
| Neo Monastiri  | Νέο Μοναστήρι  | Tsiomba                | Τσιόμπα                | 1927      |
| Perovoli       | Περιβόλι       | Dereli                 | Δερελί                 | 1928      |
| Petroto        | Πετρωτό        | Tsatmas                | Τσατμάς                | 1930      |
| Polydendri     | Πολυδένδρι     | Drachani               | Δραχανί                | 1928      |
| Sofiada        | Σοφιάδα        | Tsiflari               | Τσιφλάρι               | 1928      |
| Thavmako       | Θαυμακό        | Skarmitsa Kato Domokos | Σκάρμιτσα Κάτω Δομοκός | 1928 1960 |
| Xyniada        | Ξυνιάδα        | Daoukli Xynia          | Δαουκλή Ξυνία          | 1916 1940 |

## Verkehr
Über das Gemeindegebiet von Domokos verläuft die Bahnstrecke Piräus–Thessaloniki. Domokos hat hier einen Bahnhof. Früher gab es daneben noch Bahnhöfe in den Ortsteilen Ekkara, Xyniada, Acharres, Thavmako und Neo Monastiri, die aber heute alle stillgelegt sind.